# Adatmodell
Az adatmodell a logikai adatbázis szerkezeti leírását foglalja magába, nevezetesen azonos jellemzőjű információk logikai modellezését a rajtuk végezhető logikai műveletek meghatározását tartalmazza. Az adatmodell tehát mindig szerkezeti és műveleti részből tevődik össze. Az adatmodell feladata, hogy a világban található dolgokról, individuumokról számítógéppel könnyen feldolgozható formálisan leírható adatok tárolásához megfelelő szerkezetet, keretet adjon, illetve ezek lekérdezhetőségét, visszakeresését is biztosítani tudja zárt matematikai alakban. Fontos megemlíteni, hogy az adatmodell műveletei kizárólag a logikai értelmű lekérdezésre koncentrálnak; a beszúrás, törlés, módosítás, illetve az információ háttértárról való betöltése, visszakeresése nem az adatmodell, hanem az adatbázis, ezen belül is a fizikai adatbázis feladata, illetve művelete.
Az adatmodelleket filozófiai nézőpontjuk szerint különböztetjük meg, azaz azonosnak tekintünk két adatmodellt, ha azok a világ modellezésére lényegében azonos szerkezeteket és azonos értékű, ekvivalens műveleteket használnak. A világmodellek kialakításának kérdésével a tudásreprezentáció foglalkozik. Az adatmodellek esetében beszélhetünk ún. egyszerű (angolul: flat), a hálós, a relációs (melynek elméletét E.F. Codd dolgozott ki 1970-ben), az objektumorientált, és a deduktív adatmodellről.
A hálós adatmodell szerkezetét gráffal adjuk meg. A gráf csomópontjai az elemek, a csomópontokat összekötő élek pedig a kapcsolatot szimbolizálják.
Az adatbázisok jellegét, típusát, fajtáját az adatbázis által megvalósított, illetve támogatott adatmodellel/adatmodellekkel szokás megkülönböztetni.